# 로테논
로테논(영어: rotenone)은 화학식 C23H22O6, 몰 질량 394.41g/mol, 밀도 1.27g/cm³, 녹는점 165 °C, 끓는점 210 °C인 연못 제초제이자 살충제이다. 미국에서는 가물치를 죽이는 데에 사용된 살어제로 알려져 있다.
콩과에 속하는 식물인 데리스(Derris elliptica), 테프로시아(Tephrosia purpurea)의 뿌리에서 얻어지는 화학 성분으로 천연 제초제이다. 밭 작물, 채소류, 화훼류, 과수류 등 모든 농작물에 적용이 가능하며 특히 진딧물, 응애류에 대해 효과가 매우 크고 다른 유기농 제재에 비해 효과가 매우 빠른 편이다.
잎을 갉아먹는 모든 해충에 효과가 있는 식물성 살충제로서 해충의 식욕을 억제시키는 성분이 있어서 해충을 굶어 죽게 만든다. 해충의 알, 유충, 번데기 상태에서 성장과 탈바꿈을 정지시킨다.

## 독성
로테논에 노출되면 떨림, 발작, 착란 등 신경계 독성이 나타날 수 있으며 도파민을 생성하는 뉴런을 파괴하여 파킨슨병과 유사한 증상을 일으키기도 한다. 입을 통해 섭취한 경우에는 구토, 구강의 감각 상실, 위통, 침 분비, 기면증, 호흡 억제 현상이 일어날 수 있다. 또한 무뇨증, 담색의 신피질, 검붉은 신장 수질을 동반한 급성 세뇨관 괴사를 일으킬 수 있다.
작업 도중에 노출된 경우에는 연구개 및 전구개궁의 부분적 파괴가 발생할 수 있다. 눈을 통해 노출된 경우에는 결막염, 궤양성 각막염, 동공 확장 등이 나타날 수 있으며 코와 목구멍을 통해 노출된 경우에는 후각 상실, 인두염이 발생할 수 있다. 피부에 노출된 경우에는 피부염이 발생할 수 있기 때문에 피부 노출을 최소화해야 한다.

## 같이 보기
- NADH 탈수소효소